# Sibirckaja kärnkraftverk
Sibirckaja kärnkraftverk (ryska: Сибирская АЭС) är ett stängt kärnkraftverk i Seversk, Tomsk oblast. Verket har fyra reaktorer var huvudsyfte var att producera plutonium till Sovjetunionens och senare Rysslands kärnvapen program. Spillvärme användes även för att producera el och senare även fjärrvärme.
Anläggningen började byggas 1954. Den första reaktorn togs i drift 8 februari 1958.
Efter en överenskommelse mellan Ryssland och USA, stängdes den två sista reaktorerna under 2008.

## Reaktorer
| Station | Typ | Byggstart | Idrifttagning    | Stängd        |
| ------- | --- | --------- | ---------------- | ------------- |
| EI-2    | EI  |           | 8 februari 1958  | december 1990 |
| ADE-3   | ADE |           | 1961             | 1992          |
| ADE-4   | ADE |           | 25 december 1963 | juni 2008     |
| ADE-5   | ADE |           | 1965             | april 2008    |